# Fortín de Santa Rosa
Fortín de Santa Rosa ist eine Ortschaft in Uruguay.

## Geographie
Fortín de Santa Rosa befindet sich auf dem Gebiet des Departamento Canelones in dessen Sektor 17. Der Ort liegt an der Küste des Río de la Plata zwischen dem östlich angrenzenden Villa Argentina und dem im Westen anschließenden Marindia.

## Infrastruktur
Fortín de Santa Rosa liegt an der Ruta Interbalnearia, etwa an deren Kilometerpunkt 42. 

## Einwohner
Die Einwohnerzahl von Fortín de Santa Rosa beträgt 296 (Stand: 2011).
| Jahr | Einwohner |
| ---- | --------- |
| 1963 | 59        |
| 1975 | 80        |
| 1985 | 88        |
| 1996 | 181       |
| 2004 | 207       |
| 2011 | 296       |

Quelle: Instituto Nacional de Estadística de Uruguay